# Hermann Weinbuch
Hermann Weinbuch (Bischofswiesen, 22 de marzo de 1960) es un deportista alemán que compitió para la RFA en esquí en la modalidad de combinada nórdica.
Ganó cuatro medallas en el Campeonato Mundial de Esquí Nórdico, en los años 1985 y 1987. Participó en tres Juegos Olímpicos de Invierno, entre los años 1980 y 1988, ocupando el octavo lugar en Sarajevo 1984, en la prueba individual.

## Palmarés internacional
| Campeonato Mundial | Campeonato Mundial | Campeonato Mundial | Campeonato Mundial        |
| Año                | Lugar              | Medalla            | Prueba                    |
| ------------------ | ------------------ | ------------------ | ------------------------- |
| 1985               | Seefeld (Austria)  | Medalla de oro     | TN + 15 km individual     |
| 1985               | Seefeld (Austria)  | Medalla de oro     | TN + 3 × 10 km por equipo |
| 1987               | Oberstdorf (RFA)   | Medalla de oro     | TN + 3 × 10 km por equipo |
| 1987               | Oberstdorf (RFA)   | Medalla de bronce  | TN + 15 km individual     |